# Noroy-sur-Ourcq
Noroy-sur-Ourcq är en kommun i departementet Aisne i regionen Hauts-de-France i norra Frankrike. Kommunen ligger  i kantonen Villers-Cotterêts som ligger i arrondissementet Soissons. År 2022 hade Noroy-sur-Ourcq 126 invånare.

## Befolkningsutveckling
Antalet invånare i kommunen Noroy-sur-Ourcq
Referens: INSEE